# 28351 Andrewfeldman
28351 Andrewfeldman este un asteroid din centura principală de asteroizi.

## Descriere
28351 Andrewfeldman este un asteroid din centura principală de asteroizi. A fost descoperit pe 19 martie 1999 la Socorro, New Mexico, în cadrul proiectului LINEAR. Asteroidul prezintă o orbită caracterizată de o semiaxă mare de 2,23 ua, o excentricitate de 0,07 și o înclinație de 4,5° în raport cu ecliptica.